# ماچیدا هیساناری
ماچیدا هیساناری (به ژاپنی: 町田久成 Machida Hisanari); ۲۷ ژانویهٔ ۱۸۳۸ – ۱۵ سپتامبر ۱۸۹۷) سامورایی، سیاست‎مدار، قاضی اهل قلمروی ساتسوما در ژاپن بود. او اولین مدیر موزه ملی توکیو بود.